# 風間晋
風間 晋（かざま しん、1959年1月13日 - ）は、フリージャーナリスト。元 フジテレビ解説委員、外務省専門職員。

## 来歴等
新潟県南魚沼郡六日町出身、家業は浄土宗万蔵寺。
六日町立六日町中学校、新潟県立六日町高等学校、早稲田大学卒業後、外務専門職員として外務省に入省し、駐ルーマニア日本大使館などで8年勤務した。深夜のニュース番組の最後で職務経験者募集のスポット広告を見て応募し、1990年フジテレビへ入社する。報道局外信部でニューヨーク特派員、ワシントン支局長、帰国後2009年から2012年夏期まで『ニュースJAPAN』編集長、のち外信部長、編集委員、2017年7月に報道局解説委員室解説委員となり、2019年4月1日から2020年9月25日まで『Live News it!』メインキャスター、2020年9月28日から『FNN Live News α』、2021年3月29日から『めざまし8』、それぞれで解説キャスターを務める。2025年1月31日に退職してフリージャーナリストに転身した。

## 出演番組
報道・情報番組
| 期間          | 期間          | 番組名                                 | 役職                       | 担当日             |
| ------------- | ------------- | -------------------------------------- | -------------------------- | ------------------ |
| 2009年        | 2012年夏      | ニュースJAPAN                          | 編集担当                   | 平日               |
| 2015年3月30日 | 2019年3月29日 | 直撃LIVE グッディ!                     | 不定期出演のコメンテーター | （不定期）         |
| 2016年4月4日  | 2017年9月29日 | ユアタイム〜あなたの時間〜、ユアタイム | コメンテーター、不定期出演 | 月曜日、（不定期） |
| 2017年7月     | 現在          | めざましどようび                       | 不定期出演                 | （不定期）         |
| 2019年4月1日  | 2020年9月25日 | Live News it!                          | キャスター                 | 平日               |
| 2020年9月28日 | 2022年4月1日  | バイキングMORE                         | コメンテーター             | 平日               |
| 2020年9月28日 | 現在          | FNN Live News α                        | 解説委員担当               | 平日               |
| 2021年4月2日  | 2023年3月31日 | めざまし8                              | 総合解説担当               | 金曜日             |
| 2023年4月3日  | 2023年9月29日 | めざまし8                              | 総合解説担当               | 平日               |
| 2023年10月2日 | 2025年3月28日 | めざまし8                              | 総合解説担当               | 月・水 - 金曜日    |

その他
- 週刊フジテレビ批評（不定期出演）
- FNN特報 安倍晋三元首相「国葬」第1部コメンテーター（2022年9月27日）
  - 『めざまし8』スタジオで若狭勝と共同で担当。